# ایوان لوکو
ایوان لوکو (انگلیسی: Yvonne Leuko؛ زادهٔ ۲۰ نوامبر ۱۹۹۱) بازیکن فوتبال اهل کامرون است.

وی همچنین در تیم ملی فوتبال زنان کامرون بازی کرده‌است.